# Borg
A borgok kiborgok alkotta társadalom a Star Trek című tudományos-fantasztikus filmsorozatban és a Star Trek: Kapcsolatfelvétel című filmben. Legelőször a Star Trek: Az új nemzedék epizódjaiban jelentek meg a Star Trek univerzumában. A Föderáció és a legtöbb civilizált nép számára ellenséget jelent ez a faj. A borgok számos sorozatepizódban (elsősorban, de nem kizárólag, a Voyager részeiben) és több mozifilmben is feltűnnek, hol nyílt konfliktust okozva, hol csak közvetett fenyegetésként.

## Fontosabb tudnivalók
A borgok (melynek egyedei „borg”-nak nevezik magukat, egyes számban, nem pedig „borgoknak”) agresszív és technicista társadalom, mely állandó hódítással és a leigázott kultúrák népességének, tudásának és technológiájának magába olvasztásával (asszimilációjával) tartja fenn magát. Egyedei – félig (és eredetileg) szerves, humanoid lények, félig pedig gépek – a testükbe ültetett szervetlen, biokibernetikus implantátumok és az ezeket a szerves részekkel összehangoló nanotechnológiai gépek (nanoszondák) által emberfeletti képességekre tesznek szert, és egyéniségüktől megfosztott bábokként mindannyian egy informatikai eszközökkel megvalósított, kollektív központi tudattal rendelkeznek, melyet egy vezér, a Borg királynő hangol össze. A Borg egyedek nem jelentenek többet társadalmuk, a Kollektíva számára, mint amit egy áramkör valamelyik számítógépükben, vagy mint amit egy hangya egy hangyabolyban, ezért is hívják őket dolgozónak (drone).
A Borg emberi szemmel nézve könyörtelen, érzéketlen és jobbára befolyásolhatatlan. Egyetlen még emberinek nevezhető értéket ismer: a tudást. Bár emberi érzelmei és indulatai kevéssé vannak, ennek ellenére számos Csillagflotta-tag, akik szembekerültek már vele, kifejezetten rosszindulatúnak tartja, sőt „a tökéletes gonosz aligha felülmúlható megtestesülésének”. Célja nem a hatalom vagy a gazdagság, mint más fajok esetében, hanem elsősorban saját társadalmának tökéletesítése, de ezt azáltal éri el, hogy más, biológiai vagy technológiai képességei szerint fejlett, számára hasznosnak tekinthető fajokat erőszakosan magába olvaszt, ezáltal megsemmisíti őket és terjeszkedik. A Borg számára a területi terjeszkedés inkább eszköz, mint cél, a lényeg a tudás- és képességfejlesztés, de ez az eszmei különbség semmit sem változtat a hódítások intenzitásán és brutalitásán. Történelme során már több ezer társadalmat és bolygót asszimilált, így egy genetikailag polimorf fajkomplexumot formált magából, a beolvasztott társadalmak számára hasznos tudásának átvételével pedig technikailag az egész galaxis egyik legfejlettebb ismert civilizációjává vált, mely óriási területi kiterjedéssel rendelkezik. Technikai fejlettsége és „hatékonysága” miatt felsőbbrendűnek tartja magát.

## A borgok szereplései

### Az egyes filmsorozatokban

#### Star Trek: The Next Generation
- Q-Who? (első megjelenés)
- The Best of Both Worlds
- I, Borg
- Descent

#### Star Trek: Deep Space Nine
- Emissary

#### Star Trek: Voyager
- Unity
- Scorpion 1.-2.
- Dark Frontier 1.-2.
- Collective
- Unimatrix Zero 1.-2.
- Drone
- Endgame 1.-2.

#### Star Trek: Enterprise
- Regeneration (magyarul: Kiborgok)

#### Star Trek-mozifilmek
- Star Trek: Kapcsolatfelvétel

### Borgok a számítógépes játékokban
A következő programokban a borgok a játékos ellenfeleként tűnnek fel.
- Star Trek: Birth of the Federation
- Star Trek: Armada
- Star Trek: Armada II
- Star Trek: Away Team
- Star Trek: Borg
- Star Trek: Voyager Elite Force
- Star Trek: Elite Force II
- Starfleet Command III
- Star Trek: Legacy

## A borgok részletesebb jellemzése

### Történelem

#### Kialakulás

Borg kockahajó

A borgok őstörténelméről nagyon kevés adat van, azonban néhány konkrétum arra utal, hogy őseik régebb óta léteztek, mint az Alfa- és vélhetően mint a Delta kvadráns legtöbb máig fennmaradt értelmes faja, az igen ősi bajoriakat is beleértve. Kezdetben, a korai földi időszámítás szerinti első évezred közepén, csak néhány bolygórendszert birtokoltak (ST Voyager: Sárkányfogak c. rész), de megerősödvén, bolygókat és teljes kultúrákat is képesek voltak vagy magukba olvasztani, vagy elpusztítani (a borg diplomácia általában ebben a kétértékű logikában gondolkodik…). Így hatalmukat rengeteg űrszektorra kiterjesztették, állandó terror alatt tartva a szomszédos népeket (uralmuk főleg a Tejút Delta-kvadránsát érinti, de technológiájuk segítségével ettől akár nagyon messzire kalandozhatnak, sőt az emberiség számára ismert téren kívülre is eljutottak). Jellegzetes köszöntésük, amikor nem-borg űrhajóval találkoznak (Mi vagyunk a Borg. Asszimiláljuk magukat) mára már szállóigévé vált. A bővebb szöveg a következő:
Mi vagyunk a Borg. Kapcsolják ki a pajzsukat és állítsák le a hajtóművet. Biológiai és technológiai sajátosságaikat a miénkhez adjuk. Kultúrájukat a sajátunk szolgálatába állítjuk. Minden ellenállás hasztalan. Asszimiláljuk magukat.
Egy más fordításban:
Itt a Borg. Kapcsolják ki a védőpajzsokat és adják meg magukat. Tulajdonságaikat a miénkbe olvasztjuk, kultúrájukat szolgálatunkba állítjuk. Minden ellenállás hasztalan. Készüljenek fel az asszimilálásra.
És az ismertebb:
Itt a Borg, asszimilálni fogjuk magukat, minden ellenállás hasztalan.

#### Kapcsolat a Föderációval
A borgokkal való kapcsolat érdekessége, hogy történet időhurkokat tartalmaz: az időutazások miatt az események olyan körkörös következményláncot alkotnak, melyben egyes események kiváltó okai időben később vannak, mint a következményeik.

Borg gömbhajó

A borg 2063-ban intézte első támadását az emberiség ellen, azokban a napokban, melyen Zefram Cochrane vezetésével megtörtént az első fénysebesség feletti űrutazás. Egy, a 24. századból érkező borg gömbhajó lőni kezdte a Földet, azonban az őt követő, Jean-Luc Picard vezette Enterprise-E megállította. A borg Királynő válaszul elfoglalta a föderációs hajó egy részét, és megkísérelte, hogy elpusztítsa Cochrane hajóját, a Phoenixet. Ezzel megakadályozták volna a vulkániakkal való kapcsolatfelvételt, és így a Föderáció megalakulását is. Az Enterprise legénysége megállította a támadást. A támadókat - minthogy hivatalosan semmilyen adatot nem sikerült róluk rögzíteni - a Földön hamar elfeledték. Csak Cochrane egyik beszédének pár mondatában maradt emléke a rejtélyes, jövőből jött  biokibernetikus támadóknak, de mivel őt nagy „mesélőnek” tartották (aki nem veti meg az alkoholt sem), így történetét mintegy száz évig senki nem vette komolyan.
2153 februárjának végén azonban egy kutatócsoport az Antarktiszon megtalálta egy elpusztult gömbhajó maradványait, amit ismeretlen eredetűnek gondoltak, és néhány megfagyott dolgozót. A kiolvasztott dolgozók hamar regenerálódtak, és asszimilálták a 29 fős kutatócsoportot, valamint az egyik szállítóhajójukat, majd elmenekültek a Földről, hogy hazatérjenek. Útközben megtámadtak egy tarkaeliai teherhajót és annak legénységét is asszimilálták. Velük a Jonathan Archer vezette Enterprise számolt le (a harc során átmenetileg Dr. Phloxot, a hajóorvost is asszimilálták, aki végül omikron-sugárzással tette tönkre az őt megfertőző nanoszondákat). A borg hajó pusztulása előtt annak kollektívája szubtéri üzenetet küldött a Delta-kvadránsba a Föld hollétéről. Az incidens során a borgok kilétére nem derült fény, ismeretlen kibernetikus fajként lettek hivatkozva, így az eseményt még mindig nem lehetett a borgokkal való hivatalos kapcsolatfelvételnek tekinteni.
A Föderáció csak a 2200-as évek végén szerzett tudomást a borgok létezéséről, amikor menedékjogot adtak néhány el-aurián menekültnek (egyikük, a Whoopi Goldberg alakította Guinan, a TNG sorozat fontos mellékszereplője volt), akik hazáját a borgok elfoglalták. Az el-auriánok azonban érdemben nem sokat tudtak a borgokról, és nem is szívesen beszéltek róla.
A 2350-es években némileg közelebb került a kapcsolatfelvétel lehetősége. A Hansen emberi tudósházaspár, amely a legkülönösebb fajok exobiológiai vizsgálatára szakosodott, támogatást és egy hajót szerzett a Csillagflottától, hogy a különös kibernetikus lények nyomába eredjen. Jelentéseiket a Deep Space 4 űrállomásnak adták le. Azonban, mikor módjuk nyílt egy kockahajó követésére, engedély nélkül eltértek az útitervtől, beléptek a romulán Semleges Zónába, majd egy transztér-járaton át sikerült a kockahajót követve a borgok hazájába, a Delta-kvadránsba érkezniük. Mintegy három éven át vizsgálták a hajót és legénységét, sikeresen elrejtve magukat a borgok érzékelői elől. Egy váratlan űrvihar azonban megrongálta az álcázótechnológiát, a borgok pedig asszimilálták őket, és hatéves gyermeküket, Anika Hansent is. Részlegesen a kutatóhajót, az USS Ravent (vagyis „Hollót”) is asszimilálták, de nem volt elég érdekes a számukra, így aztán a szabadjára engedett jármű a b'omar-ok térségében lezuhant egy bolygóra, ahol később a Voyager megtalálta (ST Voyager: Holló c. rész.). Ezen eseményekről a Föderáció, az USS Voyager Janeway kapitánya által, csak jóval később szerzett tudomást, így a borgok hivatalosan továbbra is alig ismert faj maradt.
A Föderáció első ismert, 2365-ben történt, váratlan találkozása a borgokkal a J-25-ös csillagrendszerben balul ütött ki, miután a kontaktust felvevő föderációs űrhajót, a Jean-Luc Picard vezette Enterprise-D-t egy kocka alakú borg űrjármű megtámadta, hogy asszimilálja. Ebben az incidensben tizennyolc ember halt meg.
Ezután néhány évvel a borgok egy reguláris hadihajója (szintén egy kockahajó, talán épp az előbb említett) támadást intézett a föderációs határtelepek ellen, és többet megsemmisített, majd, az ellenállást veszélytelennek ítélve, a Föld felé vette az útját, hogy leigázza az emberiséget. A Csillagflotta admiralitása a Picard vezette Enterprise-D-t küldte a feltartóztatására, míg a haderő java a Wolf-359-es csillagászati objektumnál gyülekezett. Azonban a borgokat először sem feltartóztatni, sem megállítani nem sikerült: foglyul ejtették és asszimilálták Picard kapitányt, és a gyászos emlékezetű Wolf-359-melletti csatában megsemmisítették a Csillagflotta nagy részét, több tízezer emberrel együtt. A helyzetet a nagy üggyel-bajjal kiszabadított, az asszimiláció során szerzett ismereteit felhasználó kapitánynak és az Enterprise-D legénységének sikerült megmentenie, s a támadást visszaverték. A Föderáció ezután egy ideig erejének és kutatási potenciáljának java részét a Borg-veszély elhárítására fordította.
Az első kontaktus és közvetve a mészárlás is valójában Q műve volt, aki azt akarta bizonyítani Picardnak, mennyire felkészületlenül vágott neki a Föderáció az űr meghódításának. Később (a Voyager legénységének) Q azt állította, hogy a sok áldozat ellenére szerepe pozitív, mivel közreműködése valójában a teljes asszimilációtól mentette meg a Föderációt (ST Voyager: Halálvágy c. rész).
Ezután a borgok még egy közvetlen támadással próbálkoztak, ám a támadó kockahajót az Enterprise-E és a föderációs flotta Picard parancsnoksága alatt megsemmisítette. Azonban a vereség küszöbén egy gömbhajó hagyta el a kockát és temporális (időutazó) örvényt keltve visszautazott a Föld történelmében a vulkániakkal történő kapcsolatfelvétel előtti néhány napra (2063). Céljuk: azelőtt asszimilálni a Földet, hogy a Föderáció megalakulna. Az újfajta, váltakozó frekvenciájú fegyverekkel harcoló és az eddigi tanulságokat figyelembe vevő taktikát kidolgozó, Enterprise-E tapasztalt legénysége azonban utánuk ment, és ha nehezen is, de sikerrel hárította el ezt az újabb próbálkozást.
Az Enterprise legénységének egy alkalommal sikerült foglyul ejtenie egy szerencsétlenül járt borg dolgozót, Három-ötödöt, akit Hugh-nak neveztek el, s aki lassan-lassan egyéniséggé, sőt barátságos egyéniséggé formálódott, az ő közreműködésével sikerült kidolgozniuk egy tervet a Kollektíva szétbomlasztására (lényegében: az asszimiláció során felvett, vírusként viselkedő információt juttatni a borgok kollektív tudatába), esetleg elpusztítására, azonban ezt a népirtó tömeggyilkosságra kísértetiesen emlékeztető ötletet a kapitány etikai okok miatt (s többek között Hugh-ra való tekintettel) elvetette (mellesleg, ezeket a módszereket más civilizációk elég sikeresen alkalmazták a borgok elleni védekezésül, mint azt egy Itcheb nevű fiú példája mutatja). Hugh, hogy ottléte ne sodorja veszélybe az Enterprise legénységét, önként visszatért a kollektívába (ST TNG: Én, Borg c. ep.), mivel az már keresni kezdte (később azonban sikerült önállósítania magát, mivel az egyéniségről szerzett tudása katasztrofális hatással volt az őt re-asszimiláló borg űrjármű legénységére, annak kisebb mikrokollektívákra bomlását okozva. A legénység egy része azután Data gonosz android-ikertestvére, Lore uralma alá került, de Hugh és Picard leszámoltak velük - ld. ST TNG: Descent 1.-2. c. részek).

Egy borg a Voyager gyengélkedőjében

Nem volt titok, hogy a borgok elsődleges célként az alfa-kvadránsban a Föderáció leigázását tűzték maga elé (mint ezt többször kijelentették). Erre azonban nemigen volt alkalmuk. Mohóságuk és fejlődés iránti vágyuk végül a vesztüket okozta: olyan lényeket is megtámadtak, melyek náluk sokkal fejlettebbek voltak, többek között azt a Galaxis terein kívül lakozó fajt, amit saját terminológiájukkal a 8472-esnek neveztek, s ami genetikailag ellenállónak mutatkozott az asszimilációval szemben. A 8472-es faj 2377-ben ellentámadást indított, s ez olyan elsöprő erejű volt, hogy a borgokat csak a Voyager csillaghajó (kapitánya Kathryn Janeway) által képviselt Föderáció beavatkozása mentette meg a teljes megsemmisítéstől (Janeway elsősorban üzletelni próbált a borgokkal: a segítségért azt kérte cserébe, hogy a borgok engedjék át felségterületükön az űrben eltévedt Voyagert, megkönnyítve a legénység hazajuttatását; bár döntésében a 8472-es faji felsőbbségtudata és a legénységével szembeni agresszivitása is motiválta). A Kollektíva közvetlenül az incidens után tanújelét adta, hogy bizonyos hibáiból képtelen tanulni, megpróbálta átvenni az irányítást a Voyager fölött, ezek után pedig a Föderáció végképp ellenségként kezelte a borgokat. A Voyager legénységének – kizárva a Kollektívát az Elsődleges irányelv, a be nem avatkozás követelménye alól – nem kis része volt például abban, hogy renegát, hibásan asszimilált, kezdetben csak a kollektíván belüli nagyobb önállóságért, később a teljes elszakadásért küzdő dolgozók kirobbanthatták a sikeres „Unimátrix-0” polgárháborút, ami újabb érvágás volt az amúgy is meggyengült Kollektíva számára. Az ún. transztér-járatok birtoklásáért a Föderációval (elsősorban ismét a Voyagerrel) folytatott háborúban pedig csellel (a Hugh-történetben népirtásként elvetett módszer egy változatát alkalmazva) sikerült megsemmisíteni a borgok legnagyobb unikomplexumát (támaszpontját) és magát a borg Királynőt is. Ez a cselekedet valószínűleg nem jelentette a borgok végső pusztulását.

### Technika
A borgok létezésének és kollektívaként való működésének legfontosabb alapjául tudományos-technikai felfedezések két olyan rendszere szolgál, amiket saját erőből nemcsak a Föderáció volt képtelen elérni, de az általa ismert fajok túlnyomó része sem.
Az első a téridő egy eddig alig ismert formájának, a transztérnek a felfedezése, sőt kiismerése és alkalmazása, azaz a transztér-technológiák rendszere (a transztér egy instabil jellegű energiaörvény, amely mintegy beszívja az űrhajót és az a rendkívül heves energiaáramlást meglovagolva, megsokszorozhatja a sebességét. Azonban a transztér-járatok rendkívül instabilak, a legtöbb faj nem rendelkezik megfelelő stabilizáló technológiával (a borg és pl. a voth faj kivétel). Ez nemcsak a borg űrjárművek páratlanul hatékony mozgását teszi lehetővé a téridőben, hanem az iszonyatos távolságokra is elhatoló, a borg egységek közti oda-vissza kommunikációnak is alapja. Ez utóbbi pedig nagyon alapvető, mivel a  kollektív tudatot és akaratot a borg a transztéren keresztül sugározza a dolgozók idegi jelvevő egységébe, enélkül a dolgozó kiszakad a kollektívából, tudata függetlenné és egyénivé (noha még nem önállóvá) válik. A Föderáció eddigi próbálkozásai a transztéri adások blokkolására azonban nem jártak számottevő eredménnyel.

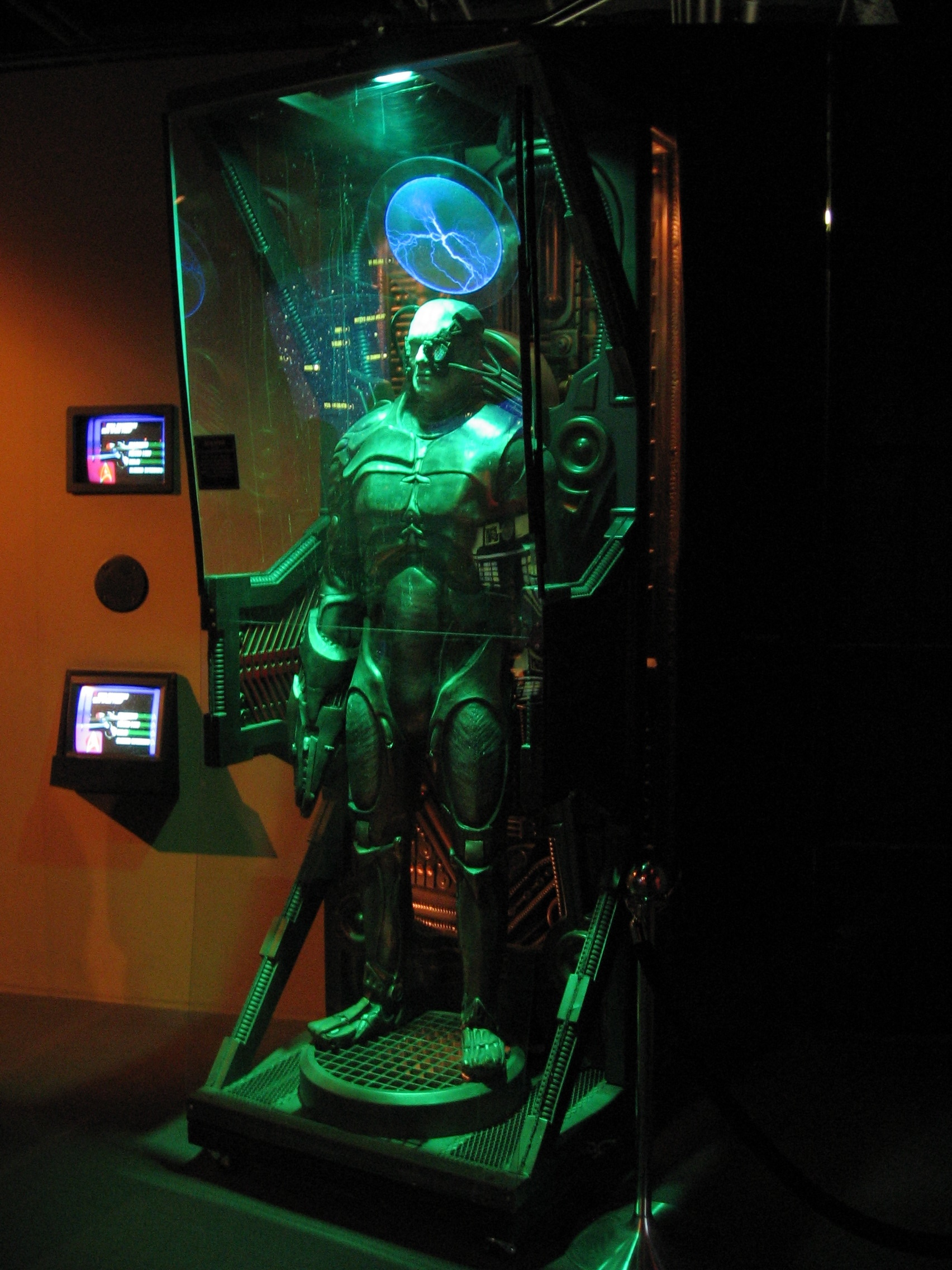
Regenerációs periódus („alvás”) alatt lévő dolgozó a személyi kamrájában. A fotó a Hollywood Entertainment Museum egyik kiállítási tárgyáról készült

A második a nanotechnológia. Ez nemcsak emberfeletti regenerálódóképességet biztosít a dolgozók szerves részeinek, de a humanoid dolgozók asszimilációs folyamatának primer, kezdeti lépéseit (az immunrendszer semlegesítését, alapvető implantátumok szintetizálását, az egyéniségért és emlékezetért felelős bizonyos idegi kapcsolatok és transzmitterek blokkolását stb.) is nagyrészt a nanotechnológiai gépek, a nanoszondák végzik, amiket a borg dolgozók egyik felső végtagjuk egy erre szolgáló részével az asszimilálandó egyének vérébe fecskendeznek. Az asszimiláció után a nanoszondák végzik a szerves részek anyagcseréjének bizonyos lépéseit, és fenntartják a szerves és szervetlen összetevők összehangolt működését.
Persze ezen kívül rengeteg féle egyéb technológia növeli a borgok hatékonyságát. A borg kollektívák jellemzően szabályos kocka és gömb alakú, jelentős fegyverzettel és védelemmel rendelkező Borg hajókkal közlekednek. Hadászati tekintetben a transztér-meghajtás mellett talán a legfontosabb a személyi pajzs-technológia. Ez azt jelenti, hogy a dolgozó képes maga körül védő erőteret generálni, ami megvédi a humanoidok által leggyakrabban használt szubatomi elvű részecskefegyverek (fézer, diszruptor stb.) pusztító hatásától. Erőtereket a Föderáció is elő tud állítani, csakhogy ezekhez generátorként a csillaghajók nagyenergiájú hajtóműveire van szükség. A borg személyi erőterek olyan stabilak, hogy a dolgozók nem is szorulnak kézifegyverek használatára (azonkívül ezek megölnék az asszimilálásra kijelölt áldozatokat). A Csillagflotta vezetése értesült róla, hogy a Föderáció (tőlük függetlenül működő) titkosszolgálata, a 31-es szekció, mely annyira hatékonyan működik, hogy sokáig a létezéséről sem tudtunk, állítólag már képes megfelelő méretű személyipajzs-generátorok készítésére, legalábbis kiderült, hogy egyes ügynökeik rendelkeznek működő példányokkal és használják is; de ekörül akkora a titkolózás, hogy erről többet nem sikerült kiderítenünk.
Megjegyezzük, hogy a huszonegyedik században is képesek voltunk kisebb energiájú lézerfegyverek kifejlesztésére, melyek pusztító hatása csekély volt ugyan, de a fő és lényeges célt, az ellenséges haderő katonáinak harcképtelenné tételét és tevékenységének megakadályozását például idegi sokkolás vagy átmeneti megvakítás által, elérték. A technikai probléma, amit ezek felvetettek, éppenséggel fordítottja volt a későbbieknek. Nem az ütközött nehézségekbe, hogy váltakozó frekvenciájú lézerfegyvereket készítsünk, hanem éppenséggel az, amit a borgok sikerrel oldottak meg, ti. hogy ezekhez viszonylag rövid idő alatt alkalmazkodni képes védőpajzsokat állítsunk elő. Például a vakító hatású lézerfegyverek ellen speciális bevonatú napszemüveggel lehet védekezni, de ezek csak egy adott frekvenciasáv szűrésére képesek, így egy multifázisos fegyver ellen annak minden frekvenciatartományára külön-külön napszemüvegeket kellett volna a katonának hordoznia, ami nyilván lehetetlenség. 

### Biológiai jellemzők
Ami biztosat a borgok biológiájáról általában el lehet mondani, azt már megtettük: a borgok több száz vagy több ezer fajból állnak, noha az asszimiláció során némi genetikai egységesülés bekövetkezik, mivel az újdonsült dolgozó DNS-e több helyen átíródik. A borg dolgozók között az alfa- és delta kvadráns humanoid fajain (emberek, klingonok, kardassziaiak) kívül egészen extra ahumanoid életformák is találhatóak, bár rejtély, hogy ezek asszimilációja hogyan sikerülhetett. A borgok elsődlegesen más fajok beolvasztása által szaporodnak. Több okból is meglehetősen valószínűtlen, hogy a humanoid szaporodásmódok hagyományos formáit egyáltalában alkalmazná (például mivel a borg megveti saját tökéletlen szerves részeit, egy terhes dolgozó meglehetősen kiszolgáltatottá válna stb.), azaz a dolgozók egymás közt szaporodnának; bár találtak borg hajókon már csecsemőket, alig megindult implantációval, azonban valószínűleg ezeket is más fajoktól rabolták; bár biztosat ezúttal sem mondhatunk.

#### Implantáció életfogytig
Az azonban bizonyos, hogy a borg dolgozó élete során egyre kevesebb szerves résszel rendelkezik, ezek sorra lecserélődnek implantátumokra; a nagyon régóta asszimilált borg dolgozók emiatt nem is képesek sokáig a Kollektíván kívüli életre, és egyre inkább implantátumaik működésétől függenek. Vannak teljesen testetlenedett borg dolgozók is: elsősorban a Királynő. Ezek csak mint a Kollektíva tudásának egy része léteznek, ha fizikai megjelenésükre szükség van, akkor egy szintetikus testet állítanak elő nekik. A borgok ezt tartják a létezés tökéletes formájának. Egyébként a kollektív tudat részeként létezés a dolgozóknak nemcsak kötelessége, hanem (talán az egyetlen) joga is: ha egy dolgozó testileg meghal, „lelke”, azaz tudása és gondolatai a kollektív tudat részeként még sokáig fennmaradnak.
Az asszimiláció folyamata az asszimilálandó egyén elfogásával kezdődik, miközben az őt elfogó borg dolgozó a már-már rituálisnak nevezhető, elmaradhatatlan „Minden ellenállás hasztalan” („Resistance is futile”) versikét mormolja. Ezt követően a dolgozó egyik felső végtagjának erre szolgáló részéből nanoszondákat fecskendez az áldozat véráramába (a nyaki erekbe). A nanoszondák apró, kb. a vérsejtek méretével azonos méretű gépek, melyek (akárcsak a szervezet enzimei) képesek a biológiai makromolekulák közvetlen átalakítására.
A primer asszimiláció a szerves humanoid test nanotechnológiai eszközökkel való előkészítését jelenti az implantátumok befogadására, bizonyos implantátumok pedig már ekkor szintetizálódnak. A szekunder asszimiláció műtéti jellegű, és további szerves részek lecserélését jelenti, félig szerves vagy szervetlen implantátumokra. Az implantáció folyamata a dolgozó egész életét végigkíséri, soha nem szűnik meg.

#### A primer asszimiláció

A nanoszondák beinjektálása

A nanoszondák legelőször a vörösvérsejteket támadják meg, azok nagy részét elpusztítva, ezen kívül semlegesítik az immunrendszer jelentős részét is, hiszen az később kilökné az implantátumokat. A vörösvérsejtek pusztulása részben oxigénhiányos asphyxiát okoz, ettől az áldozat egy időre eszméletét veszíti, ami, védekezése hiányában, jelentősen megkönnyíti a szekunder, műtéti asszimilációt, részben pedig felszabadul a vérsejtek vastartalma, nyersanyagul szolgál az ekkor szintetizálódó kisebb implantátumok számára. A primer asszimiláció a nanoszonda-fertőzés terjedésének útját mutatva az erek kitágulását és megfeketedését okozza, ezért válik a dolgozók bőre olyan furcsán rücskössé és foltossá (ahogy talán az egyik dolgozót ábrázoló képen is látható).
A primer asszimiláció során szintetizálódik az idegi jeladó/jelvevő egység, amely a transztéren, illetve a szubtéren át sugárzott kollektív tudatot és akaratot fogja, ezáltal a dolgozót a kollektíva szolgájává téve; illetve a dolgozók gondolatait közvetítve, ezen kívül szintetizálódik néhány, az agy fölötti idegi irányítást átvevő implant-egység, illetve valószínűleg ekkor szintetizálódik a személyipajzs-generátor.

#### A szekunder asszimiláció
A szekunder asszimiláció során a dolgozó egyik szeme helyére egy holografikus látórendszer, egyik karja helyére pedig gyakran egy funkcionálisan specifikus bionikus kar kerül, ami az asszimiláción kívül néhány adott funkciót képes ellátni: például csatlakozást idegen űrhajók számítógépeihez, vagy szerelési munkálatokat. Minden dolgozó egy beépített energiacellával is rendelkezik, ami az implantátumokat látja el energiával; ezt rendszeres időközönként fel kell tölteni (regeneráció), ennek során a dolgozó inaktív állapotban van („alszik”). A dolgozók álmodni is képesek. 

#### A reindividualizáció
A kollektívából kikerült dolgozó reindividualizációja, azaz arra való képessé tétele, hogy egy nem kollektív tudatra épülő társadalomba is beilleszkedhessen, hosszú és nehéz folyamat, annál nehezebb, minél hosszabb ideig volt az egyed a Kollektíva dolgozója. Először is különféle módszerekkel ki kell szűrni a testből azokat a nanoszondákat, melyek azonnal újraszintetizálnák a testből hiányzó borg technológiákat,  ezután műtétileg el kell távolítani a páncélzatot és az eltávolítható implantátumokat (sok implantátum, például az agykérgi irányító egység a túl régóta asszimilált dolgozók esetében nem távolítható el, annyira beépül a szervezet működésébe, hogy annak számára végleg nélkülözhetetlenné válik, eltávolítása halált okoz), és génsebészeti úton amennyire lehet, korrigálni a dolgozóban végbement genetikai változásokat. Ezután klónozással növesztett vagy replikált végtagokkal és szervekkel kell pótolni a Kollektíva által eltávolított szerveket, általában az egyik felső végtagot és szemet. Minthogy a dolgozók általában erős pszichikai függőségbe kerülnek a Kollektívától és a dolgozótársak gondolataitól, és az egyéni létezést és önálló tudatot „ordítóan” és „fájóan” csöndesnek és magányosnak találják (ezt a Kollektíva néha a megbízhatatlanná vált dolgozók megbüntetésére is használja, egy időre leválasztva őket a központi tudatról), szinte mindig szükség van hosszas pszichológiai kezelésre és tanácsadásra is, akár több éven át. Akiket a borgok gyermekkorban asszimiláltak (például Anika Hansent, borg „nevén”  Hétkilencedet), néhány tekintetben sohasem lesznek képesek a teljes értékű emberi életre, még ha ők maguk esetleg másképp gondolják is.

### Kultúra
A borgoknak gyakorlatilag nincs kultúrájuk. Az egyéniségétől, érzelmeitől  (általában „kulturális mivoltától”) az asszimilációs eljárás által megfosztott borg dolgozó tudása rendkívülivé válik a központi tudathoz való kapcsolódás révén, ám ismereteink szerint a gondolkodás működése az emberi agyéhoz képest meglehetősen sematikus és számítógépszerű. Ami a kollektív tudat pszichológiai szerkezetét illeti, az tulajdonképp elég primitív (amint azt Jean-Luc Picard kapitánytól és más, az asszimilálást megélt emberektől tudjuk): annak ellenére, hogy benne iszonyú tudásanyag egyesül, leginkább az egyszerű állati ösztönöknek megfelelő részekre oszlik (önfenntartás, önvédelem, agresszió), ez általában a dolgozók túlságosan is célirányos, gépies viselkedésében is megnyilvánul. Ezért is különös az, hogy ha szükség van rá, meglepően bonyolult mentális tevékenységet is képesek a borgok egyes dolgozói mutatni (például diplomáciai tárgyalást folytatni a Föderáció képviselőivel, vagy, amint azt Hét Kilenced dolgozó példája mutatja, együttműködést színlelni egy föderációs csillaghajó legénységével).
A kultúra egyetlen elemeként a borg „tudomány” nagyon fejlett, bár természetesen ez nem jelent intézményesített kutatást és tudományos kultúrát, hanem a Kollektíva óriási, a dolgozók tudását egyesítő ismereteit. Még azt sem tudjuk igazán, vannak-e általában vagy legalább időlegesen speciális tudományos kutatást folytató dolgozók, bár bizonyos jelek erre utalnak (például sejtjük, hogy vannak kódfejtőik), ám az is lehetséges, hogy a borg „kutatás” egyetlen módszere a technikailag fejlett és nagy tudású fajok asszimilációja.
Ha lehet a borg ideológiai alapállásáról, filozófiájáról vagy vallásáról beszélni, akkor az a tökéletesedés iránti vágyban nyilvánul meg. A Kollektíva szeretne a biológiai és technológiai fejlődés csúcsaira eljutni, oly módon, hogy elveszi azt más fajoktól. Vannak arra utaló jelek, hogy a biológiai fejlődést ugyanakkor átmenetinek tekinti. Bár "utazik" az olyan fajokra, melyek speciális biológiai előnyökkel bírnak (pl. a vulkániak, mert megnövekedett neokortexük segíti a kollektívát intellektuális képességeinek kibontakoztatásában), de a Királynő egyes megjegyzései arra utalnak, hogy a teljes gépiesedést („eltestetlenedés”) tekintik valódi célnak, amelyet egyelőre nem tudnak megvalósítani.
Egy másik vallásos aspektus az Univerzum leghatékonyabb ismert energiahordozójának, az omega-molekuláknak a tisztelete. Miután Hét-kilenced látott egy különösen szép, spontán kialakult omega-molekula konfigurációt a Voyageren, tőle teljesen szokatlan módon a holofedélzetre ment elmélkedni, majd kifejtette Janeway kapitánynak azt az elgondolását, hogy a humanoidok vallásai és mítoszai, tökéletlen voltuk és tényszerű valótlanságuk ellenére, valószínűleg az ilyen tiszta pillantok megragadására és elmondására irányulnak, és sajnálja, hogy eddig lebecsülte őket. Elmondta azt is, hogy a Kollektíva a tökéletesség egyik megtestesülésének tartja a molekulát, és szinte vallásos jelleggel rajong érte (ST Voyager: Omega direktíva c. rész).

#### A borgok által besorolt fajok
A borgok több száz faj trilliónyi egyedével kerültek kapcsolatba,  amelyeket aztán asszimiláltak.
A borgok a fajokat nem névvel, hanem egy azonosítószámmal látják el. A számok valószínűleg a találkozás sorrendjét tükrözik.
| Fajok | A faj neve  | Leírása                                                                         | Melyik epizódból                                     |
| ----- | ----------- | ------------------------------------------------------------------------------- | ---------------------------------------------------- |
| 116   | Ismeretlen  | Arturis faj                                                                     | "Hope and Fear"                                      |
| 125   | Ismeretlen  | A Borg királynő faja                                                            | "Dark Frontier"                                      |
| 149   | Ismeretlen  | Egy faj fejlett orvosi és nanotechnológiás ismeretekkel                         | "Mortal Coil"                                        |
| 180   | Ferengi     |                                                                                 | "Infinite Regress"                                   |
| 218   | Talaxiaiak  |                                                                                 | "The Raven"                                          |
| 259   | Ismeretlen  | Omnichordiák, transzdimenzionális élőlények                                     | "The Gift"                                           |
| 262   | Ismeretlen  | Az omega molekulával kapcsolatosak                                              | "The Omega Directive"                                |
| 263   | Ismeretlen  | Az omega molekulával kapcsolatosak                                              | "The Omega Directive"                                |
| 312   | Ismeretlen  | Fejlett pajzstechnológiával rendelkeznek                                        | "Natural Law"                                        |
| 329   | Kazonok     | Érdektelen az asszimilációra                                                    | "Mortal Coil"                                        |
| 521   | Shivolianok |                                                                                 | "Survival Instinct"                                  |
| 571   | Unknown     | Négy Kilenced faja                                                              | "Survival Instinct"                                  |
| 689   | Norcadiánok |                                                                                 | "Ashes to Ashes"                                     |
| 2461  | Brunali     | Icheb faja                                                                      | "Child's Play"                                       |
| 3259  | Vulcaniaiak |                                                                                 | "The Raven"                                          |
| 4228  | Hazarik     |                                                                                 | "Think Tank"                                         |
| 5174  | Ismeretlen  | Úgy vélik, hogy a Hirogének                                                     | "Message in a Bottle"                                |
| 5618  | Emberek     |                                                                                 | "Dark Frontier"                                      |
| 5973  | Ismeretlen  |                                                                                 | "The Haunting of Deck Twelve"                        |
| 6291  | Yridianok   |                                                                                 | "Equinox, 1 rész"                                    |
| 6339  | Ismeretlen  | A faj megalkotta a Borg ellenes vírust. 11 billió egyedet később asszimiláltak. | "Infinite Regress"                                   |
| 6961  | Ktarianok   |                                                                                 | "The Voyager Conspiracy" "Dark Frontier, II. epizód" |
| 8472  | Ismeretlen  | Folyadék űr                                                                     | "Scorpion"                                           |
| 10026 | Név nélküli | 2375-ben a Borg asszimilálta. Feltehetőleg a Nihydronok.                        | "Dark Frontier , II. epizód]]"                       |

### A borgok híres mondatai
A borgok legelső mondatai a következők voltak (a "Q Who" című részből):
Elemeztük a védelmi rendszereiket, alkalmatlanok az ellenállásra. Ha megvédik magukat, akkor minden ellenállást megtorlunk.
A klasszikus borg szöveg a következő:
Mi a borg vagyunk. Asszimiláljuk magukat. Minden ellenállás hasztalan.
A Star Trek: Kapcsolatfelvétel című filmben:
Mi vagyunk a borg. Kapcsolják ki a pajzsukat és állítsák le a hajtóművet. Biológiai és technológiai sajátosságaikat a miénkhez adjuk. Kultúrájukat a sajátunk szolgálatába állítjuk. Minden ellenállás hasztalan
Más fordítás szerint ugyanaz ugyanonnan:
Itt a borg. Kapcsolják ki a védőpajzsukat és adják meg magukat. Sajátosságaikat a miénkhez adjuk. Kultúrájukat szolgálatunkba állítjuk. Minden ellenállás hasztalan
Locutus (az asszimilált Picard kapitány) a következőket mondja a Wolf 359-es csata során:
Locutus vagyok, a borg. Asszimiláljuk magukat. Minden ellenállás hasztalan. Kikapcsolják a fegyvereiket és velünk jönnek a 001-es szektorhoz. Ha ellenállnak, akkor megsemmisülnek.
A csata előtt:
Locutus vagyok, a borg. Minden ellenállás hasztalan. Az életük, ahogyan élték véget ért. Innentől kezdve minket fognak szolgálni.
A Star Trek: Voyager "Scorpion I" című epizódjában a borg így szólítja meg a 8472-es fajt:
Mi a borg vagyunk. Létezésük, ahogyan eddig ismerték véget ért. Biológiai és technológiai sajátosságaikat a miénkhez adjuk. Minden ell…
Ebben a Pillanatban a 8472-es faj elpusztítja a borg csillaghajókat.

## A borgok ideájának kulturális vonatkozásai
A borg, mint művészeti fikció, sok képzettársításra ad alkalmat. Nem csak az érdekes, hogy milyen társadalmi-kulturális folyamatokat tükröz, hanem az is, hogy ezekben mi tükröződik belőle.

### A borgok szerepe a Star Trekben
Az eredeti Star Trek-sorozathoz (The Original Series, TOS) képest az Új nemzedék jelentős változásokat mutat. A TOS-beli Enterprise kapitánya, Kirk gyakorlatilag egy űrcowboy volt, aki az ellenséges Klingon Birodalommal hadakozva gyakran nyúlt a „lézerkoltjához”. A The Next Generation (TNG) sorozatának mintakapitánya, a francia Jean-Luc Picard a klasszikus értékekben hívő, esténként könyv mellett elalvó úriember, akinek elsődleges konfliktusmegoldási módszere a diplomácia. Mivel az előző sorozat és filmek történetei alapján a Föderáció addigi ellenségei elfogytak (a nagy, Szovjetuniót szimbolizáló ellenséggel, a klingonokkal szövetséget kötöttek, a kisebb jelentőségű, és amúgy is inkább kevésbé látványos, sunyi módszerekkel (kémkedés, kisebb partizánakciók) küzdő, a Kínai Birodalomnak megfeleltethető Romulán Birodalommal pedig békeegyezményt), természetesen szükség volt egy új ellenség(kép)re.
A sorozat kezdetben megpróbált Picard és a kalózkodó-kereskedő népség, a ferengik (melyekről leginkább[forrás?] Japánra asszociálhatunk) személyes jellegű ellentétére építeni, azonban ilyen partikuláris ellentétre legfeljebb rajzfilmsorozatot lehet alapozni; azonkívül komikus kinézetük, viselkedésük és alapvető gyávaságuk miatt a ferengik nem bizonyultak hathatós ellenségnek. Egy új, könyörtelen, harcos és veszélyes ellenfélre volt hát szükség, akire hatástalan a picardi diplomácia, s ami még ráadásul ki is néz valahogy. Mindez a borgok képében jelent meg.

### Mit jelképez a borg ideája? Találgatások
A legkézenfekvőbb, szinte magától adódó interpretáció szerint a borg az egyén és magántulajdon mindenhatóságára alapozott amerikai, s általában nyugati társadalom rettegését jeleníti meg mindenfajta kollektivizmussal szemben (ezt a rettegést már George Orwell 1984 c. regénye is kitűnően ábrázolja). Egyrészt az Amerikai Egyesült Államok legfőbb ellensége a huszadik században a kollektivizmust hirdető kommunizmus volt. Másrészt az egyéni személyiségi jogok elvesztésétől való rettegés a globalizáció korában tényleges fenyegetést jelenthet, így az antiglobalista irányzatok tényleg joggal rettegnek egyfajta „titkosszolgálati-nagyvállalati” kollektivizmustól. Azonban egy másfajta kollektivizmustól, az atomizált egyének összefogásától pedig az előző irányvonal képviselői iszonyodnak, úgyhogy az egyénfelettiségtől és az egyéniség elvesztésétől más szempontból ugyan, de mindkét oldal tart.
Így aztán nem minden alap nélküliek azok a spekulációk, miszerint a borg az államok feletti multinacionális vállalatokat, a vallási vagy politikai fanatizmust általában, vagy az amerikai kulturális imperializmust jelképezi.
A borg olyan sajátos, jól kitalált jegyekkel, ikonokkal rendelkezik, melyek alkalmassá teszik ezeket az amerikai kultúrába való beépülésre. Példa erre a „borg” szó igeként való használata az eltulajdonítás kifejezésére: „John borged my CD-collection” („Jani elborgolta (-lopta, önkényesen kölcsönvette) a CD-gyűjteményemet)” – de milyen ismerős lehet az ilyesmi nekünk magyaroknak is ez az elmúlt negyven évben használt kifejezések alapján („kollektivizálás”).  A hacker-zsargonban a Microsoft-termékek felhasználóira mondják, hogy Gates cége „asszimilálta” őket. Azok számára, akik a Microsoft üzletpolitikáját agresszívnak és cinikusan öntömjénezőnek tartják, a borg egyenesen a Microsoft allegóriáját jelenti. Bill Gatesről vagy George W. Bushról több olyan karikatúra is létezik, melyek borgként ábrázolják őket.

### Hasonló fikciók
Eltekintve attól, hogy a kiborg gyakori ikonja a sci-fi műfajnak (csak a legismertebb példák: „A seriff és az idegenek” c. film Bud Spencer főszereplésével, vagy az Arnold Schwarzenegger játszotta kiborg a Terminátor-sorozatban, vagy az „Alien”-sorozat Bishop nevű vállalati kiborgszériája) – általában mindig valamilyen nem-humán ellenségként jelennek meg – a speciálisan a borgra nagyon hasonlító szervezetek, társadalmak több más műben is előkerülnek, például Dean R. Koontz: Éjfél c., a horror műfajába tartozó könyvében egy informatikai vállalat sorra „asszimilálja” egy kisváros lakóit, szintén egy nanotechnológia-„koktélt” itatva velük, s egy részük valóban hálózatba kötött géppé válik.
Itt kell megjegyeznünk, hogy a borg kifejezés a kiborg rövidítésére már 1978-as kiadású Star Wars képregényekben is előfordult.

### Borg – ez a jövő?
A Star Trek megalkotója, Gene Roddenberry, megunva a korabeli sci-fik emberiséget naponta félig kipusztító kataklizmáit, olyan, vidámabb hangulatú űrkalandfilm-sorozatot (kezdetben afféle űrwesternt) akart készíteni, mely optimista jövőképet vázol fel az emberiség számára. A jövendő korokban megszűnne a pénz, a nyomor, az éhínség, a járványok, még nagyrészt az élő állatokkal való táplálkozás is; ez lenne az egész Földre, sőt több más bolygóra is kiterjedő szövetség, a Föderáció kora, ugyan sok háborúval, melyeket azonban ritka kivételektől eltekintve külső ellenségekkel vívnánk.
Azonban mivel más civilizációt a földieken kívül nemigen ismerünk, ezeket az ellenségeket is a saját képünkre vagyunk kénytelenek formálni. Az a tény, hogy egy borgokhoz hasonló fikciót el tudunk képzelni (vagy hogy ellenségkép nélkül egy sci-fi sorozat nézhetetlen lenne és anyagilag megbukna), önmagában lebontani látszik az elvi akadályait annak, hogy az emberiség jövendő történelme ne a föderációs elvek alapján, hanem a borgok mintájára alakuljon. Úgy látszik, a közeljövőben ennek már technikai akadályai sem lesznek: a nanotechnológia valóban erős fejlődésnek indult, és az informatikában tényleges kutatások folynak a mikrochipek emberi szervezettel való integrálására, és az emberi szövetek és testrészek biokibernetikus implantátumokkal való pótlására (például testbe ültethető „intelligens” gyógyszeradagoló eszközök már forgalomban is vannak, bár egyelőre nagyon drágák). A történelmünket leíró adatok áttallózása is kétségessé teszi, hogy éppenséggel a Föderáció megvalósulásának irányába tartanánk. Lehet, hogy talán épp a borg a mi hű másunk, a valódi tükörkép önmagunk számára, melyben az emberiség jövője rémlik föl.